# Jacopo Torriti
Jacopo Torriti foi um pintor italiano e criador de mosaicos que viveu no século XIII. 
Não há documentos escritos sobre sua vida. Em 1291, ele assinou os mosaicos da abside da Basílica de San Giovanni in Laterano, em Roma. Os mosaicos na abside da Basílica de Santa Maria Maior foram feitos por ele em 1295. 
A abside da Basílica de Santa Maria Maior é o exemplo mais importante da arte romana em mosaico no final da Idade Média. Torriti provavelmente participou da execução de alguns afrescos da Basílica de São Francisco de Assis e da Abadia de São Vicente e Anastácio, perto de Roma.